# 坂戸・鶴ヶ島消防組合
坂戸・鶴ヶ島消防組合（さかど・つるがしましょうぼうくみあい）は、埼玉県坂戸市及び鶴ヶ島市によって組織された一部事務組合（消防組合）である。管轄区域は前述の2市。

## 概要
- 組合事務所：坂戸市鎌倉町16-16
- 消防本部：坂戸市鎌倉町16-16
- 管内面積：58.70km2
- 職員定数：210人
- 消防署2カ所、分署2カ所
- 主力機械（2020年3月6日現在）
  - 普通消防ポンプ自動車：2
  - 水槽付消防ポンプ自動車：4
  - はしご付消防自動車：1
  - 屈折はしご付消防自動車：1
  - 化学消防自動車：1
  - 水槽車：1
  - 高規格救急自動車：6
  - 救助工作車：1
  - 指揮車：2
  - 指令車：3
  - 支援車：1
  - 広報車：7
  - 人員搬送車：1
  - 資機材搬送車：3

## 沿革
- 1972年10月1日　坂戸町及び鶴ヶ島町が坂戸・鶴ヶ島消防組合を設立。消防本部を坂戸町役場に開設。
- 1973年4月1日　消防署を開設。消防・救急業務を開始。
- 1973年12月15日　消防本部庁舎が落成。西分署を開設し、消防業務を開始。はしご付消防車を消防署に配備。
- 1975年5月6日　西分署で救急業務を開始。
- 1976年9月1日　坂戸町が市制施行。
- 1978年10月1日　東分署を開設し、消防・救急業務を開始。
- 1981年4月1日　南分署を開設し、消防・救急業務を開始。
- 1984年12月22日　救助工作車を配備。
- 1986年4月1日　坂戸・鶴ヶ島消防組合消防音楽隊が発足。
- 1990年11月30日　化学消防車を配備。
- 1991年9月1日　鶴ヶ島町が市制施行。
- 1993年4月1日　南分署が鶴ヶ島消防署に昇格。消防署を坂戸消防署に改称。
- 1994年12月15日　高規格救急車を配備。
- 1995年3月20日　救急救命士の業務開始。
- 2005年3月27日　高機能消防指令センターの運用開始。
- 2015年4月1日　消防本部内に坂戸鶴ヶ島消防組合・西入間広域消防組合消防指令センターを設置し、西入間広域消防組合管内の119番通報の受付及び各消防署等への通信指令業務を開始。

## 組織
- 組合議会
  - 議員定数：8人（坂戸市：5人、鶴ヶ島市：3人）
- 執行機関
  - 管理者（構成市の長の協議により構成市の長から定める）
  - 副管理者（構成市の長の協議により構成市の長から定める）
  - 会計管理者
  - 監査委員：2人
- 本部－庶務課、予防課、警防課、指令課
- 消防署

## 消防署
| 名称         | 消防署建物 | 所在地                  | 分署 | 分署              | 所在地           |
| 名称         | 消防署建物 | 所在地                  | 名称 | 分署建物          | 所在地           |
| ------------ | ---------- | ----------------------- | ---- | ----------------- | ---------------- |
| 坂戸消防署   |            | 坂戸市鎌倉町16-16       | 東   |                   | 坂戸市東坂戸2-48 |
| 坂戸消防署   | 西         | 坂戸市鎌倉町16-16       |      | 坂戸市西坂戸3-1-5 |                  |
| 鶴ヶ島消防署 |            | 鶴ヶ島市大字三ッ木378-2 | なし | －                | －               |